# Christian von Loß
Christian von Loß, ab 1741 Graf von Loß (* 12. Dezember 1697 in Dresden; † 22. August 1770 ebenda) war ein sächsischer Kabinettsminister.

## Leben
Christian von Loß war der dritte Sohn des sachsen-weißenfelsischen Premierministers Johann Caspar von Loß († 1711) aus dessen Ehe mit Magdalena Sophia geborene von Ende († 1739) aus dem Hause Ehrenberg. Sein älterer Bruder war der spätere Kabinettsminister Johann Adolph von Loß.
Im Jahr 1721 trat er in kursächsische Dienste und wurde 1730 Oberkonsistorialrat; 1737 erhielt er den Titel eines Wirklichen Geheimen Rates.
Im Jahr 1741 erfolgte, gemeinsam mit seinem Bruder Johann Adolf von Loß, ihre Erhebung in den Reichsgrafenstand. Im gleichen Jahr wurde er Bevollmächtigter Minister Kursachsens in München, Wahlbotschafter in Frankfurt am Main und von 1742 bis 1744 Gesandter am Hof Kaiser Karls VII. in Frankfurt am Main. Im Jahr 1746 folgte er Kaiser Franz I. nach Wien.
Im Jahr 1749 kehrte Loß nach Sachsen zurück und versah sein Amt als Konferenzminister, das ihm bereits 1744 übertragen worden war; 1759 erfolgte seine Ernennung zum Kabinettsminister.
Nach Ende des Siebenjährigen Krieges, bei dem er sich zeitweise bei Friedrich August II. in Warschau aufhielt, war er bis zu seinem Tod Vorsitzender des Geheimen Kabinetts in Dresden.

## Familie
Christian von Loß war seit dem 8. Februar 1730 verheiratet mit Helene Friederike (* 20. Januar 1705 in Jessnitz; † 17. Dezember 1750 in Dresden), Tochter des Generalleutnants Adolf Gottlob von Pentzig. Von ihren Kindern sind namentlich bekannt:
- Johann Adolf von Loß (* 1. Februar 1731 in Dresden; † 1811), späterer Kabinettsminister und in 1. Ehe verheiratet mit Johann Caroline Tugendreich († 1766), Tochter des Johann Karl von Metzradt. In 2. Ehe war er mit Auguste Amalie von Löser (* 3. Januar 1743 in Reinberg; † unbekannt) verheiratet.
- Christian Gottlob Reichsgraf von Loß (* ca. November 1731, † 1753 in Dresden), Königlich und Churfürstlich Sächsischer Kammerherr und Geheimer Legationsrat, ledig.[4]

## Ehrungen
Loß wurde der polnische weiße Adlerorden und der russische St. Andreas-Orden verliehen.

## Schriften (Auswahl)
- Christian von Loss; Andreas Heinrich Beyer: Von Gottes Gnaden, Friedrich Augustus, König in Pohlen etc. Hertzog zu Sachßen. Würdige, Hochgelahrte, lieben, andächtige und getreue; Nachdem Wir mißfällig empfinden, daß von dem, was im letzern Campement, sowohl bey Hofe als in der Armée passiret, bereits hier und dar einige Nachrichten und Beschreibungen gedruckt und divulgiret worden, Dreßden, am 17. Julii, 1730. Dresden, 1730.
- Gebhard Christian Bastineller; Christoph Leisker; Christian von Loss: De Idiomate Germanico Forensi A Ivreconsvltis Decenter Colendo. Vittembergae: Schlomach, 1731.
- Martin Luther; Christian Friedrich Börner; Christian von Loß; Brühl; Mentzel; Johann Heinrich Zedler: Des Theuren Mannes Gottes, D. Martin Luthers Sämtliche, Theils von Ihm selbst Deutsch verfertigte, theils aus dessen Lateinischen ins Deutsche übersetzte Schrifften und Wercke: Welche aus allen vorhin Ausgegangenen Sammlungen zusammen getragen, Theil 17. Leipzig Zedler 1732.
- Wir, Friedrich August, von Gottes Gnaden, König in Pohlen Entbiethen allen und jeden Unseren Praelaten Unsern Gruß und fügen hierdurch zu wissen daß zeithero in besagtem Unserm Marggraffthum viele ungestempelte Calender von auswärtigen Orten eingeschleppet. Dreßden, 1739.
- Ihrer Königl. Maj. in Pohlen Mandat, die Heruntersetzung derer Bayerischen, Würtembergischen und Bayreuthischen Acht-Groschen-Stücken auf sieben gute Groschen betreffend: ergangen de dato Dreßden, den 19. Novembr. 1751. Dreßden: Stößel, 1751.
- Christian von Loß; Georg Leberecht von Wilke: Wir, Friedrich August, von Gottes Gnaden König in Pohlen, Groß-Hertzog in Litthauen Hertzog zu Sachsen Fügen hiermit zu wissen: Daß Wir, zu Unterhaltung und Befestigung des freundbrüder- und nachbarlichen guten Vernehmens mit des Königs in Preußen Majest. die wegen derer Chur-Sächßischen Steuer-Scheine vorgekommene Zweifel und Schwürigkeiten zu heben: So geschehen und geben zu Dreßden, am 17. Novembris Anno 1753. Dresden, 1753.
- Christian von Loss; Christian August Men: Ihrer Königl.n Maj. in Pohlen ausführliches Müntz-Edict, wornach in Dero Landen sich zu achten: Ergangen De Dato Dreßden, den 14den Maji, 1763. Dreßden: Stößel, 1763.
- Prinz Xaver von Sachsen; Christian von Loss; Ernst Gotthelf Becker; Hieronymus Friedrich von Stammer: Gesindeordnung: Für das Marggrafthum Oberlausitz. 1767.